# Kohei Tezuka
Kohei Tezuka (手塚 康平 Tezuka Kohei?), född 6 april 1996 i Tochigi prefektur, är en japansk fotbollsspelare.
Tezuka började sin karriär 2015 i Onehunga Sports. 2016 flyttade han till Kashiwa Reysol. Han spelade 52 ligamatcher för klubben.